# 구로운수
구로운수(九老運輸)는 서울특별시 구로구의 마을버스 회사이고, 본사는 서울특별시 구로구 구로1동에 있다.

## 연혁
- 1994년 4월 1일: 회사 설립

## 운행 노선
- ● 구로06번: 개봉역 ↔ 목동세양청마루 (구 구로마을 15-6번)

## 주요 차량
- 현대상용차: 현대 그린시티